# Nantou
Nantou (en chinois : 南投市 ; en pinyin : Nantou shì) est une ville de Taïwan (République de Chine).
La ville est située au nord-ouest du comté de Nantou dont elle est le siège et s'étire entre la chaîne montagneuse de Bagua et le fleuve Maoluo.